# Ран (село)
Ран (каз. Раң, до 2006 г. — Кызылбайрак) — село в Сузакском районе Туркестанской области Казахстана. Входит в состав Каракурского сельского округа. Код КАТО — 515637200.

## Население
В 1999 году население села составляло 337 человек (176 мужчин и 161 женщина). По данным переписи 2009 года, в селе проживали 434 человека (223 мужчины и 211 женщин).